# Reação de Agostini
Reação de Agostini é um exame simplificado para verificar a presença de glicose na urina humana.
O método consiste em preparar uma solução de cloreto de sódio e óxido de potássio, adicionando-se a urina a ser investigada. Se houver glicose presente, a solução se tornará vermelha.